# Шагрень (мінералогія)

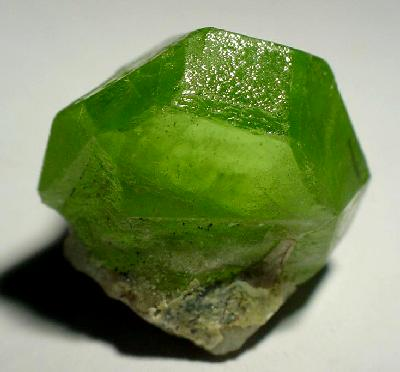
Шагрень на поверхні мінералу олівіну.

Шагрень — у мінералогії — дрібна горбистість на поверхні мінералу. При виготовленні шліфа на поверхні гірської породи завжди залишаються мікроскопічні нерівності, які заповнюються канадським бальзамом (смола, одержувана з канадської, або бальзамної ялиці). Шагрень — оптичне явище шорсткої поверхні, що спостерігається при мікроскопічному вивченні мінералів у шліфах, коли існує різниця між показниками заломлення мінералу і канадського бальзаму. Якщо різниця між показниками заломлення мінералу та канадського бальзаму менше 0,02, ці нерівності помітними не будуть, так як світлові промені на кордоні мінерал — канадський бальзам майже не відхиляються від первісного напрямку, і поверхня зерна висвітлюється рівномірно і виглядає гладкою. Якщо різниця між показниками заломлення більше 0,02, нерівності стають помітними, і поверхня зерна виглядає шорсткою. Подібно до того як рельєф зерен міняється в залежності від різниці показників заломлення, так і шагрень проявляється тим різкіше і помітніше, чим більше показник заломлення мінералу відрізняється від показника заломлення канадського бальзаму. При великому збільшенні (в 2000 разів) видно, то «шагрень» — це особлива корозійна поверхня. Вона утворюється при дії розпеченого газу. «Шагрень» зокрема характерна для зерен олівіну — одного з основних мінералів мантії. Син. — шагренева поверхня.